# Plethobasus cyphyus
Plethobasus cyphyus é uma espécie de bivalve da família Unionidae.
É endémica dos Estados Unidos.